# إيوانا تشوتا
إيوانا تشوتا (بالرومانية: Ioana Ciută) ناشطة بيئية وصحافية رومانية مقيمة في بوخارست، تعمل كمنسقة حملات الطاقة في شبكة بانك واتش (CEE Bankwatch Network) وهي شبكة عالمية تعمل في وسط وشرق أوروبا وواحدة من أكبر شبكات المنظمات البيئية غير الحكومية في تلك المناطق.

## مسيرتها المهنية
انضمت تشوتا إلى شبكة بانك واتش [الإنجليزية] في 2014 كمنسق لحملة «بلقان بلا فحم»، مما منع بناء مناجم جديدة للفحم في منطقة غرب البلقان.

كانت تشوتا تغطي تطوير الطاقة النووية في رومانيا وبلغاريا قبل انضمامها إلى بانك واتش، وتابعت المفاوضات الدولية بشأن الاحتباس الحراري. وهي تحمل شهادة في الصحافة، لكن نشاطها البيئي سبق عملها الصحفي بطويل.

## وصلات خارجية
- بانك واتش - الموقع الرسمي
- إيوانا تشوتا - تويتر
- إيوانا تشوتا - فيسبوك
- إيوانا تشوتا - لينكد إن